# ND Bilje
Nogometno društvo Bilje, thường hay gọi ND Bilje hoặc đơn giản Bilje, là một câu lạc bộ bóng đá Slovenia from Bilje, hiện tại thi đấu ở Giải bóng đá hạng nhì quốc gia Slovenia. Câu lạc bộ được thành lập năm 1946.

## Danh hiệu
- Giải bóng đá hạng ba quốc gia Slovenia: 1

2017-18
- Giải bóng đá hạng tư quốc gia Slovenia: 2

1999-2000, 2013-14